# Chen Ruoxi
Chen Ruoxi, pseudoniem van Chen Xiumei (1938) is een Taiwanees schrijfster, vooral bekend van haar korte verhalen over het gewone leven in China tijdens de Culturele Revolutie. Chen was bovendien een van de oprichters van het literaire tijdschrift Xiandai Wenxue (現代文學, Moderne Literatuur).
Chen Ruoxi werd in 1938 geboren als dochter van een timmerman. Ze ging naar de Taipei First Girls’ High School, een van de beste middelbare scholen van Taiwan, en studeerde daarna aan de faculteit Vreemde Talen van de Nationale Universiteit van Taiwan. Daar begon ze met het publiceren van korte verhalen. In 1960 richtte ze samen met een aantal medestudenten, waaronder Pai Hsien-yung en Ouyang Zi, het tijdschrift Xiandai Wenxue op, dat uit zou groeien tot een belangrijke publicatie in het literaire landschap van Taiwan.
Na haar afstuderen vertrok Chen naar de Verenigde Staten, waar ze onder andere aan Johns Hopkins University een workshop creatief schrijven volgde.
Chen had inmiddels haar latere man Duan Shiyao ontmoet en zich ontwikkeld tot een vurig bewonderaar van Mao Zedong. Kort na het uitbreken van de Culturele Revolutie vertrok het echtpaar naar de Volksrepubliek China, om bij te dragen aan de nieuwe maatschappij die daar onder leiding van Mao en zijn Chinese Communistische Partij werd opgebouwd.
Het verblijf in China werd een teleurstelling. Duan Shiyao kreeg geen werk aangeboden in zijn vakgebied en Chen zelf kon zich nooit helemaal onttrekken aan het etiket van ‘overzeese Chinese’. In 1973 wist ze met haar gezin China weer te verlaten. Ze vestigde zich in Hongkong, waar ze Engels doceerde, en verhuisde in 1974 naar Vancouver. Daar schreef ze de verhalenbundel De executie van districtshoofd Yin (尹縣長 Yǐn xiànzhǎng), met verhalen die zich afspelen tegen de achtergrond van de Culturele Revolutie. De bundel werd uitgegeven in Taiwan en trok internationaal sterk de aandacht, als een zeldzame glimp van wat er in China aan de hand was.
Chen woonde sindsdien achtereenvolgens in de VS en Taiwan. Ze bleef schrijven en bleef ook politiek, literair en maatschappelijk betrokken.
- Bibsys: 90403987
- Bibliothèque nationale de France: cb11896512c (data)
- CiNii: DA06773304
- Gemeinsame Normdatei: 135810787
- International Standard Name Identifier: 0000 0000 7972 5549
- Library of Congress Control Number: n81026007
- Bibliotheek van het Japanse parlement: 00535298
- Nationale Bibliotheek van Tsjechië: xx0241132
- Nationale bibliotheek van Australië: 36603990
- Nationale Bibliotheek van Israël: 987007345356505171
- Nederlandse Thesaurus van Auteursnamen: 146253884
- LIBRIS: 325097
- Système universitaire de documentation: 026784653
- Virtual International Authority File: 29531814
- WorldCat: E39PBJk967frMjHGbCtmpMgxjC